# Prince Lincoln Thompson
Pour les articles homonymes, voir Thompson.
Lincoln Thompson, plus connu sous son nom d'artiste Prince Lincoln est un chanteur et musicien jamaïcain né le 18 juin 1949 à Kingston (Jamaïque) et décédé le 23 janvier 1999 à Londres. Il était connu pour son falsetto très haut.

## Débuts de carrière
Il commença sa carrière musicale en tant que chanteur avec Cedric Myton des Congos en 1967, dans un groupe de rocksteady, The Tartans, qui s'est séparé en 1969. En 1971, il travailla chez Clement "Coxsone" Dodd au Studio One, où il enregistra 3 chansons: Daughters of Zion, True Experience, et Listen up to your name. En 1974, Lincoln Thompson enregistra l'album Humanity (avec Cedric Myton, Clinton Hall et Keith Peterkin), et fonda le label God Sent, afin de vendre son album. Ses deux singles Love the way it should be et Kingston 11 furent deux hits.

## Enregistrements
À ses débuts, Lincoln Thompson ne vendait qu'un nombre limité de ses productions. Mais en 1978 il fut recueilli par Mo Claridge (qui dirigeait Ballistics Records). De là, il enregistra le maxi single Unconventional People au mois de mars 1979, et l'album Humanity sort en mai. Pendant cet été, les Royal Rasses enregistrent un deuxième album Experience avec Lincoln Thompson, sans la participation de Cedric Myton. En 1980 ils enregistrent à Londres l'album Natural Wild, sous le nom des Rasses, afin d'éviter toute forme de confusion avec le groupe de reggae The Royals (groupe de Roy Cousins). Lincoln Thompson décida d'inviter le musicien de rock anglais Joe Jackson ; or l'album n'eut aucun succès.
Peu après, il retourne en Jamaïque pour relancer God Sent, avec l'aide de Juicy People, une compagnie allemande. Son quatrième album intitulé Ride with the Rasses, qui fut enregistré à Tuff Gong et Channel One, sort en 1982, mais n'eut toujours pas beaucoup de succès. Il décida donc de retourner en Angleterre avec sa famille au quartier de Tottenham à Londres où il ouvre un magasin Ital ‘’The Rasses Fish and Grocery Store’’. En septembre 1983 il enregistre l'album Rootsman Blues au Addis Ababa studio de Londres. Ce dernier sort chez Target Records, avec seulement trois musiciens par morceau, ce qui donne un effet de musique de chambre.

## Carrière avancée
Lincoln Thompson sort son dernier album 21st century en 1997, enregistré à Londres, après qu'une personne des États-Unis a entendu la musique dans son magasin et qu'il accepta de devenir un sponsor.

## Citation
This music is for the moral upliftment of humanity.
(Cette musique est pour l’élévation moral de l'humanité)

## Albums
- 1974 - Humanity
- 1979 - Experience
- 1979 - Harder na Rass
- 1980 - Natural Wild
- 1982 - Ride with the Rasses
- 1983 - Rootsman Blues (aussi connu sous le titre Unite The World)
- 1994 - Live in Bilbao (bootleg)
- 1997 - 21st century

## Singles et maxis
- 197X - Daughters of Zion - Studio One SC 163
- 1979 - Old time friends/San Salvador - Ballistic 36496
- 1982 - One common need/Food, clothing and shelter - God Sent GDIS 1
- 198X - I Man Feel It (Prince Lincoln & The Soul Rebels/Dub Feelings (Tommy McCook & The Soul Rebels Show Band) - MSR DA 1
- 19XX - Cool cool lover (3 mixes) - Fu Manchu FU004
- 19XX - They didn't know Jah (3 mixes) - God Sent GDS 91
- 19XX - Time is running out/Version - God Sent GDS 93
- 199X - Heroes Just The Same